# Thevur
Thevur (o Thevoor) è una suddivisione dell'India, classificata come town panchayat, di 8.122 abitanti, situata nel distretto di Salem, nello stato federato del Tamil Nadu. In base al numero di abitanti la città rientra nella classe V (da 5.000 a 9.999 persone).

## Geografia fisica
La città è situata a 11° 31' 12 N e 77° 46' 25 E.

## Società

### Evoluzione demografica
Al censimento del 2001 la popolazione di Thevur assommava a 8.122 persone, delle quali 4.274 maschi e 3.848 femmine. I bambini di età inferiore o uguale ai sei anni assommavano a 668, dei quali 372 maschi e 296 femmine. Infine, coloro che erano in grado di saper almeno leggere e scrivere erano 4.195, dei quali 2.698 maschi e 1.497 femmine.